# Комишенка (Зав'яловський район)
Коми́шенка (рос. Камышенка) — село у складі Зав'яловського району Алтайського краю, Росія. Адміністративний центр та єдиний населений пункт Комишенської сільської ради.

## Населення
Населення — 928 осіб (2010; 1113 у 2002).
Національний склад (станом на 2002 рік):
- росіяни — 78 %